# Région des lacs de Mazurie
La région des lacs de Mazurie (en polonais : Pojezierze Mazurskie, en allemand : Preußische Seenplatte) située dans la région géographique de Mazurie, au nord-est de la Pologne, compte plus de 2 000 lacs. Elle a été retenue parmi les 28 sites finalistes permettant de désigner les Sept nouvelles merveilles de la nature.
La région des lacs de Mazurie s'étend sur environ 290 km de l'est de la Vistule inférieure jusqu'à la frontière entre la Pologne et la Russie, et occupe une superficie d'environ 52 000 kilomètres carrés. Sur le plan administratif, la région se situe principalement dans la voïvodie de Varmie-Mazurie et sur une petite partie des voïvodies de Mazovie et de Podlaskie. 
Les lacs sont reliés entre eux par des rivières et des canaux, formant un vaste système de voies navigables. Le canal de Mazurie creusé au cours du XVIIIe siècle relie ce système à la mer Baltique. Le canal d'Augustów relie la ville d'Augustów à la Biélorussie et constitue la limite sud de la Mazurie. La région est une destination touristique de choix, fréquentée par les amateurs de canotage, les canoteurs, les pêcheurs, les randonneurs, les cyclistes et les amoureux de la nature. C'est l'un des districts lacustres les plus célèbres d'Europe centrale et un lieu de villégiature populaire, qui accueille chaque année un grand nombre de visiteurs.

## Géologie

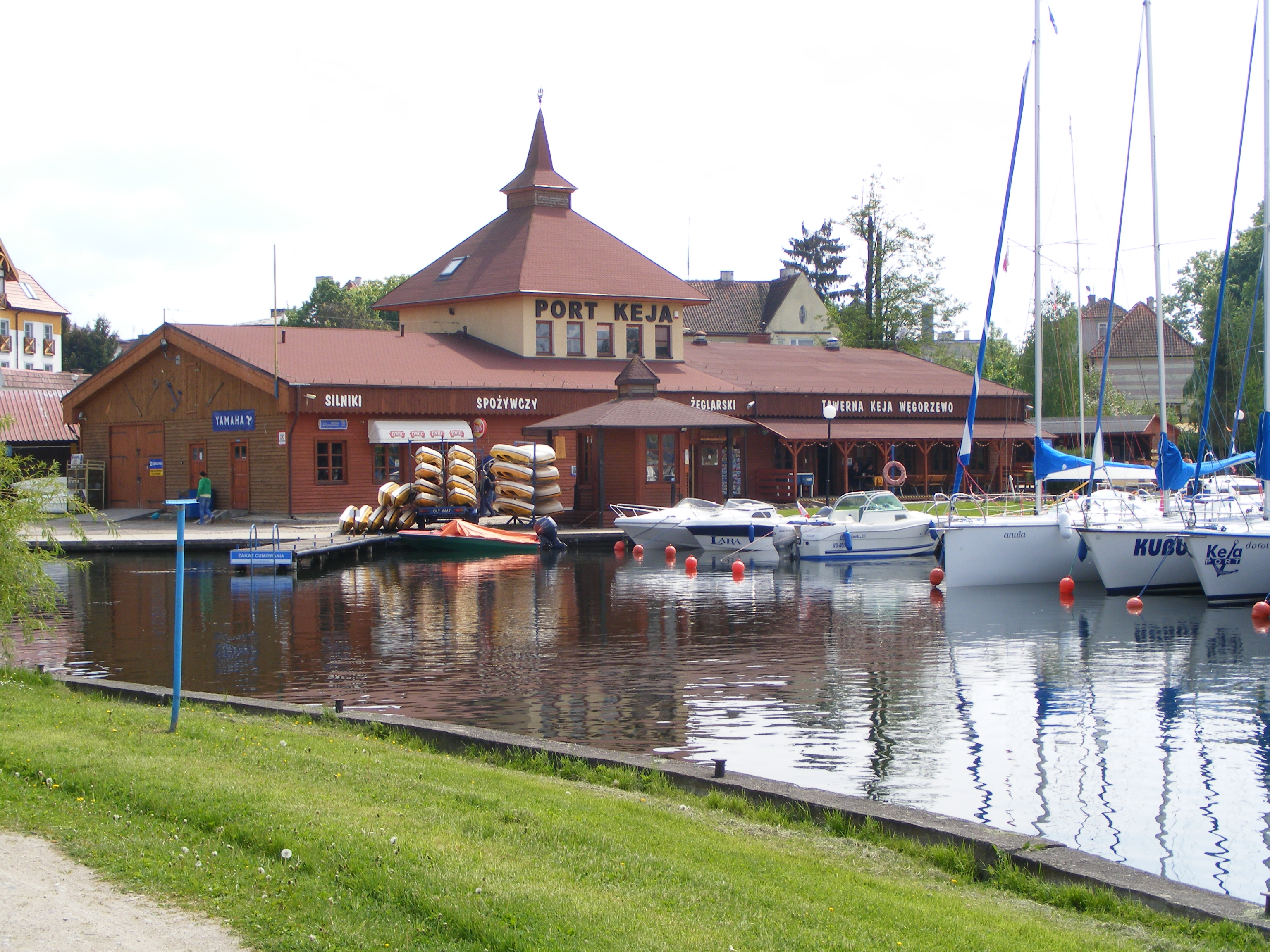
Le port de plaisance de Węgorzewo

La région des lacs a été façonnée par les glaciers au cours de la période glaciaire du Pléistocène. Beaucoup de ses collines sont des vestiges de moraines et plusieurs de ses lacs sont des lacs morainiques.

## Histoire

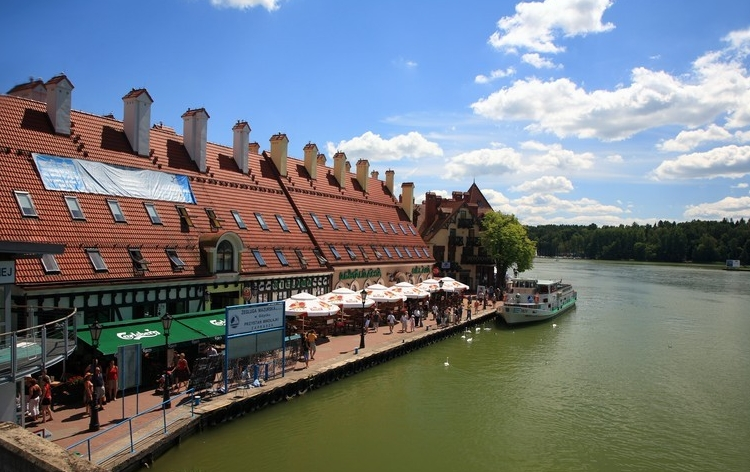
L'embarcadaire de Mikołajki

À partir du XIIIe siècle, la région fait successivement partie de l'État monastique des chevaliers teutoniques, du Duché de Prusse et de la province prussienne de Prusse-orientale. Au cours de la Première Guerre mondiale, en faisant partie de l'Empire allemand, la région est le lieu de la première (1914) puis de la Seconde bataille des lacs de Mazurie (1915). À la fin de la Seconde Guerre mondiale (1945), à la suite de l'accord de Potsdam (en), toutes les frontières nationales sont redessinées (en) et la zone cédée à la Pologne.

## Tourisme

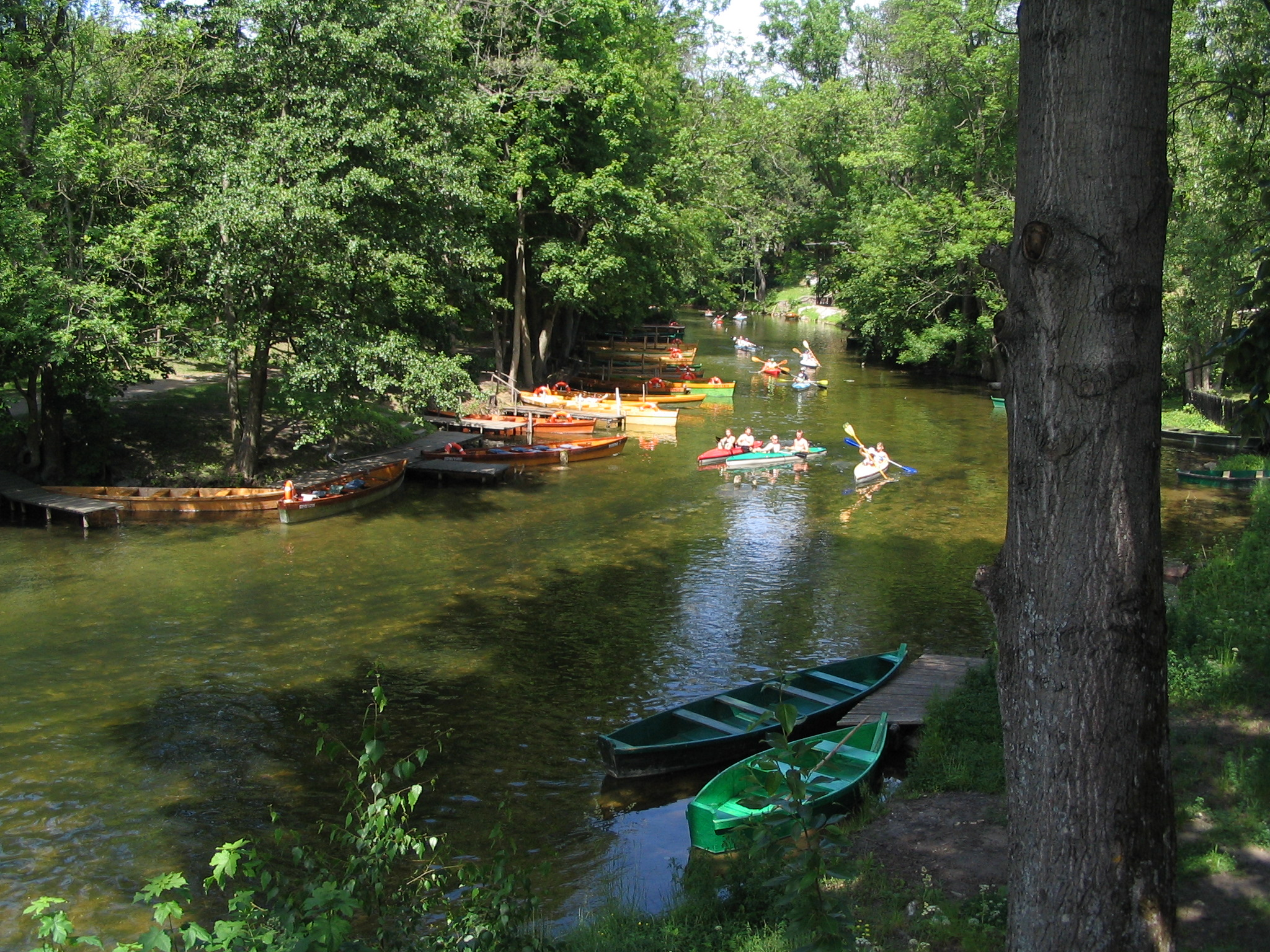
Descente en kayak de la rivière Krutynia

La région des lacs de Mazurie est facilement accessible en train, en bus ou en voiture. Les aéroports internationaux les plus proches sont ceux d'Olsztyn, Varsovie, Gdańsk et Vilnius. Les principaux centres de transport de la région sont les villes d'Olsztyn et Ełk. Des trains partent de Varsovie, Gdańsk et Vilnius en direction de la Mazurie, et des bus partent de nombreuses villes polonaises. Un service de bateau relie certaines villes centrales de la région. Le vélo et la navigation de plaisance sont des moyens populaires pour se déplacer.
Des hôtels se trouvent à proximité des grands lacs de Mazurie, dans les villes de Giżycko, Mikołajki et Ełk. Il y a aussi des maisons d'hôtes et des campings dans les villages environnants. La voie navigable de Mazurie commence à Węgorzewo dans le nord et se termine à Pisz. Seuls les bateaux avec un faible tirant d'eau peuvent emprunter la rivière Pisa jusque Pisz.

## Activités
La Mazurie est célèbre pour ses lacs et ses forêts, offrant un large éventail d'activités de plein air comme la pratique de la voile, du kayak et la baignade. Le Śniardwy est le plus grand lac de Pologne. Giżycko, Mikołajki, Węgorzewo, Ryn, Pisz et Iława sont les principales villes de villégiature. Giżycko, située sur la rive du lac Niegocin (pl), possède une ancienne forteresse (Fort Boyen (pl)), une église historique et des embarcadères pour rejoindre les villes de Węgorzewo, Mikołajki et Ruciane-Nida par bateaux. La ville de Mikołajki est un centre touristique populaire qui lui vaut le surnom de  la capitale d’été de la Pologne.
La région compte aussi de nombreuses rivières, fréquentée par les amateurs de pêche à la mouche. Les kayaks peuvent emprunter plusieurs itinéraires suivant le cours des rivières, le plus populaire étant la descente de la rivière Krutynia (pl).
Le parc paysager de Mazurie qui comprend 11 réserves naturelles telles que le lac Łuknajno, reconnu comme réserve de biosphère par l'UNESCO. 
Les zones forestières, qui couvrent environ 30% de la région , abritent une grande variété d'espèces sauvages, de baies comestibles et de champignons. Des sentiers de randonnée balisés pour la randonnée pédestre et cyclable offrent de nombreux points d'intérêt. Près de Kętrzyn (ancien nom allemand: Rastenburg), les ruines du quartier général d'Hitler pendant la Seconde Guerre mondiale, la Wolfsschanze (en français : la Tanière du Loup), sont devenues une destination touristique majeure.

## Climat
La Mazurie bénéficie d'un climat continental tempéré, avec des hivers froids et des étés chauds. Le printemps peut être humide, tandis que les étés sont généralement plus secs. En hiver, les lacs de Mazurie sont souvent gelés de décembre à fin février, permettant la pêche au trou et la pratique du char à voile sur glace.

## Sources
- (pl) Cet article est partiellement ou en totalité issu de l’article de Wikipédia en polonais intitulé « Pojezierze Mazurskie » (voir la liste des auteurs).

- (en) Cet article est partiellement ou en totalité issu de l’article de Wikipédia en anglais intitulé « Masurian Lake District » (voir la liste des auteurs).